# Kaja Jerina
Kaja Jerina (* 11. September 1992 in Ljubljana) ist eine slowenische Fußballspielerin.

## Karriere

### Verein
Jerina startete ihre Karriere mit dem ŽNK Jevnica und durchlief sämtliche Jugendmannschaften bis zur B-Jugend. Aus der B-Jugend von Jevnica wechselte sie zur 1. ženska liga des ŽNK Senožeti und kam in ihrer ersten Seniorensaison zu zwölf Saisoneinsätzen und erzielte dabei sieben Tore. Es folgte anschließend eine weitere Saison in Skale, in der sie sechs Tore in 19 Spielen erzielte. Anschließend wechselte sie zum Tabellenfünften der abgelaufenen Saison 2008/09, den ŽNK Jevnica, ihren ehemaligen Jugendverein. Dort wurde sie schnell Leistungsträgerin und reifte zur Nationalspielerin. Nachdem sie bis Februar 2013 in 51 Spielen insgesamt 40 Tore für Jevnica erzielen konnte, wurde sie am letzten Tag der Wintertransferperiode 2012/13 am 31. Januar 2013 vom Österreichischen Kärntner Frauenlandesliga Verein FC Feldkirchen auf Leihbasis verpflichtet. Nach einem halben Jahr in Österreich, wo sie 11 Tore in 9 Spielen für Feldkirchen erzielte, kehrte sie ŽNK Jevnica zurück. Im Januar 2014 wechselte Jerina, nach Finnland zum Merilappi United. Nach einem halben Jahr in Finnland, ging sie zum ASD Pink Sport Time Bari nach Italien. Nachdem sie in der Saison 2014/2015 zu 9 Einsätzen gekommen war und 1 Tor erzielt hatte, wechselte Jerina im Juni 2015 zum SV Henstedt-Ulzburg.

### Nationalmannschaft
Jarenina ist A-Nationalspielerin für die Slowenische Fußballnationalmannschaft der Frauen. Seit 2011 lief sie in vier Länderspielen für die A-Nationalmannschaft auf. Im März 2013 nahm sie für die slowenische A-Nationalmannschaft am Rovinj Women’s Cup 2013 teil.

## Persönliches
Jerina machte ihr Abitur am Wirtschaftsgymnasium Zasebna gimnazija Erudio in Ljubljana.